# Fegyverbarátságért érdemérem

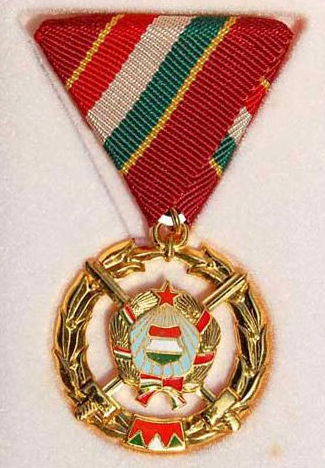
A Fegyverbarátságért érdemérem arany fokozata

A Fegyverbarátságért érdemérem a Magyar Népköztársaság egyik állami kitüntetése volt.
A kitüntetést 1979. április 27-én alapította a Magyar Népköztársaság Minisztertanácsa.

## Története
A kitüntetést a Magyar Népköztársaság Minisztertanácsának 1010/1979. (IV. 27.) számú határozata alapította meg három fokozatban.
A fokozatok a következőek voltak: arany, ezüst és bronz.
A kitüntetést a Magyar Népköztársaság, valamint a Varsói Szerződés tagállamai és a baráti országok fegyveres erői és fegyveres testületei, illetve a magyar fegyveres erők és fegyveres testületek közötti együttműködés fejlesztése, a fegyverbarátság érdekében kifejtett eredményes tevékenység elismeréséül adományozták. Kivételes esetekben polgári személyeket is kitüntettek vele.

## Leírása
Az érem 38 mm átmérőjű, kör alakú, 6 mm széles, kettős levélelosztású, arany- ezüst- vagy bronz színű, zárt, stilizált babérkoszorú. Alsó szárait trapéz alakú, arany- ezüst- vagy bronz szegélyű, vörös zománcbevonatú szalag fogja át, szélein fehér és zöld ék alakú pártázattal. E koszorún – vele egy darabból sajtolt – két keresztbefektetett, arany- ezüst- vagy bronzszínű kard helyezkedik el.
Az érem közepén – az egymást keresztező kardokon – a külön darabból készült 18 mm átmérőjű aranyszegélyes, eredeti színekre zománcozott Magyar Népköztársaság-címer látható.
A fém részek anyaga tombak, bevonata rekesz zománc, illetve aranyozott, ezüstözött és bronzozott – a fokozatoknak megfelelően.
Az érdemérem 40 mm széles selyemből hajtogatott, hagyományos háromszög alakú és méretű szalagon függ. A szalagok alapszíne bordó (arany fokozat), mohazöld (ezüst fokozat), kék (bronz fokozat), aminek a közepén, hosszában végigfutó 16 mm széles nemzetiszínű, két szélén 1–1 mm széles aranyszínű csíkkal.
Szalagsávként 40 mm × 13 mm-es formában is lehetett hordani, illetve 15 mm-es átmérőjű alakját gomblyukban.
1990 után a kitüntetést teljes alakban nem lehet viselni. Egyenruhán csak a szalagsáv engedélyezett.
|  |  |